# Linea Meitetsu Kakamigahara
La linea Meitetsu Kakamigahara  (名鉄各務原線本線?, Meitetsu Kakamigahara-sen) è una ferrovia suburbana a scartamento ridotto che unisce le città di Kakamigahara e Gifu, entrambe nella prefettura di Gifu, in Giappone. La linea, di 17,6 km è elettrificata e interamente a doppio binario.

## Servizi
Sulla linea circolano, oltre ai treni locali, diversi tipi di espressi e rapidi, molti dei quali si innestano su altre linee (come la linea Inuyama fino alla stazione di Nagoya). La maggior parte dei treni a lunga percorrenza originano e terminano alla Stazione di Mikakino, e sono disponibili anche dei servizi μSky per l'aeroporto Internazionale Chūbu Centrair.
Le abbreviazioni sono a fini pratici per la lettura della tabella sottostante:
L: Locale (普通?, Futsū)
EX: Espresso (急行?, Kyūkō)
ER: Espresso Rapido (快速急行?, Kaisoku Kyūkō)
MS: Espresso Limitato μSky (ミュースカイ?, Myū-Sukai)

## Stazioni
- Tutte le stazioni si trovano nella prefettura di Gifu.
- Alcuni treni cambiano tipologia durante il percorso
- I treni locali fermano in tutte le stazioni

Legenda
●: tutti i treni fermano; ▲: alcuni treni fermano; ▼: Ferma solo un treno durante i giorni feriali; ｜: Tutti i treni passano
| Stazione                    | Giapponese     | Distanza Interst. | Distanza totale | EX | ER | MS | Collegamenti                                                                               | Posizione    | Posizione |
| --------------------------- | -------------- | ----------------- | --------------- | -- | -- | -- | ------------------------------------------------------------------------------------------ | ------------ | --------- |
| Meitetsu Gifu               | 名鉄岐阜       | -                 | 0.0             | ●  | ●  | ○  | Linea Meitetsu Nagoya principale Linea principale Tōkaidō Linea principale Takayama (Gifu) | Gifu         |           |
| Tagami                      | 田神           | 1.1               | 1.1             | ｜ | ｜ | ｜ |                                                                                            | Gifu         |           |
| Hosobata                    | 細畑           | 1.8               | 2.9             | ｜ | ｜ | ｜ |                                                                                            | Gifu         |           |
| Kiridōshi                   | 切通           | 1.0               | 3.9             | ●  | ●  | ｜ |                                                                                            | Gifu         |           |
| Tejikara                    | 手力           | 0.9               | 4.8             | ｜ | ｜ | ｜ |                                                                                            | Gifu         |           |
| Takadabashi                 | 高田橋         | 0.6               | 5.4             | ｜ | ｜ | ｜ |                                                                                            | Gifu         |           |
| Shin-Kanō                   | 新加納         | 1.2               | 6.6             | ｜ | ｜ | ｜ |                                                                                            | Kakamigahara |           |
| Shin-Naka                   | 新那加         | 0.9               | 7.5             | ●  | ●  | ○  | Linea principale Takayama (Naka)                                                           | Kakamigahara |           |
| Shimin Kōen-mae             | 市民公園前     | 0.6               | 8.1             | ｜ | ｜ | ｜ |                                                                                            | Kakamigahara |           |
| Kakamigahara Shiyakusho-mae | 各務原市役所前 | 0.6               | 8.7             | ●  | ●  | ○  |                                                                                            | Kakamigahara |           |
| Rokken                      | 六軒           | 1.2               | 9.9             | ●  | ●  | ○  |                                                                                            | Kakamigahara |           |
| Mikakino                    | 三柿野         | 1.3               | 11.2            | ●  | ●  | ●  |                                                                                            | Kakamigahara |           |
| Nijikken                    | 二十軒         | 1.2               | 12.4            | ｜ | ｜ | ｜ |                                                                                            | Kakamigahara |           |
| Meiden Kakamigahara         | 名電各務原     | 1.3               | 13.7            | ●  | ●  | ○  | Linea principale Takayama (Kakamigahara)                                                   | Kakamigahara |           |
| Ogase                       | 苧ヶ瀬         | 0.9               | 14.6            | ｜ | ｜ | ｜ |                                                                                            | Kakamigahara |           |
| Haba                        | 羽場           | 0.9               | 15.5            | ｜ | ｜ | ｜ |                                                                                            | Kakamigahara |           |
| Unumajuku                   | 鵜沼宿         | 1.0               | 16.5            | ｜ | ｜ | ｜ |                                                                                            | Kakamigahara |           |
| Shin-Unuma                  | 新鵜沼         | 1.1               | 17.6            | ●  | ●  | ●  | Linea Meitetsu Inuyama Linea principale Takayama (Unuma)                                   | Kakamigahara |           |